# CEMAC Cup 2011
CEMAC Cup 2011 – miał rozpocząć się 2 marca 2011 roku. Przedstawiciele federacji CEMAC ustalili, że turniej zostanie przełożony, a następnie podjęto decyzję o jego odwołaniu.
W turnieju miało brać udział 6 reprezentacji:
- Czad
- Gabon
- Gwinea Równikowa
- Kamerun
- Kongo
- Republika Środkowoafrykańska